# Communauté de communes de Mimizan
La communauté de communes de Mimizan est une communauté de communes française, située dans le département des Landes, en région Nouvelle-Aquitaine. 
Elle est membre du Pays Landes Nature Côte d'Argent.

## Histoire
Créée avec quatre communes le 27 décembre 1999 pour une prise d'effet au 31 décembre 1999, la communauté de communes de Mimizan s'est agrandie le 28 décembre 2001 avec l'arrivée de Bias. Depuis le 1er janvier 2013, la communauté de communes a intégré la commune de Mézos.

## Territoire communautaire

### Géographie
Située à l'ouest  du département des Landes, la communauté de communes de Mimizan regroupe 6 communes et présente une superficie de 360,5 km2.

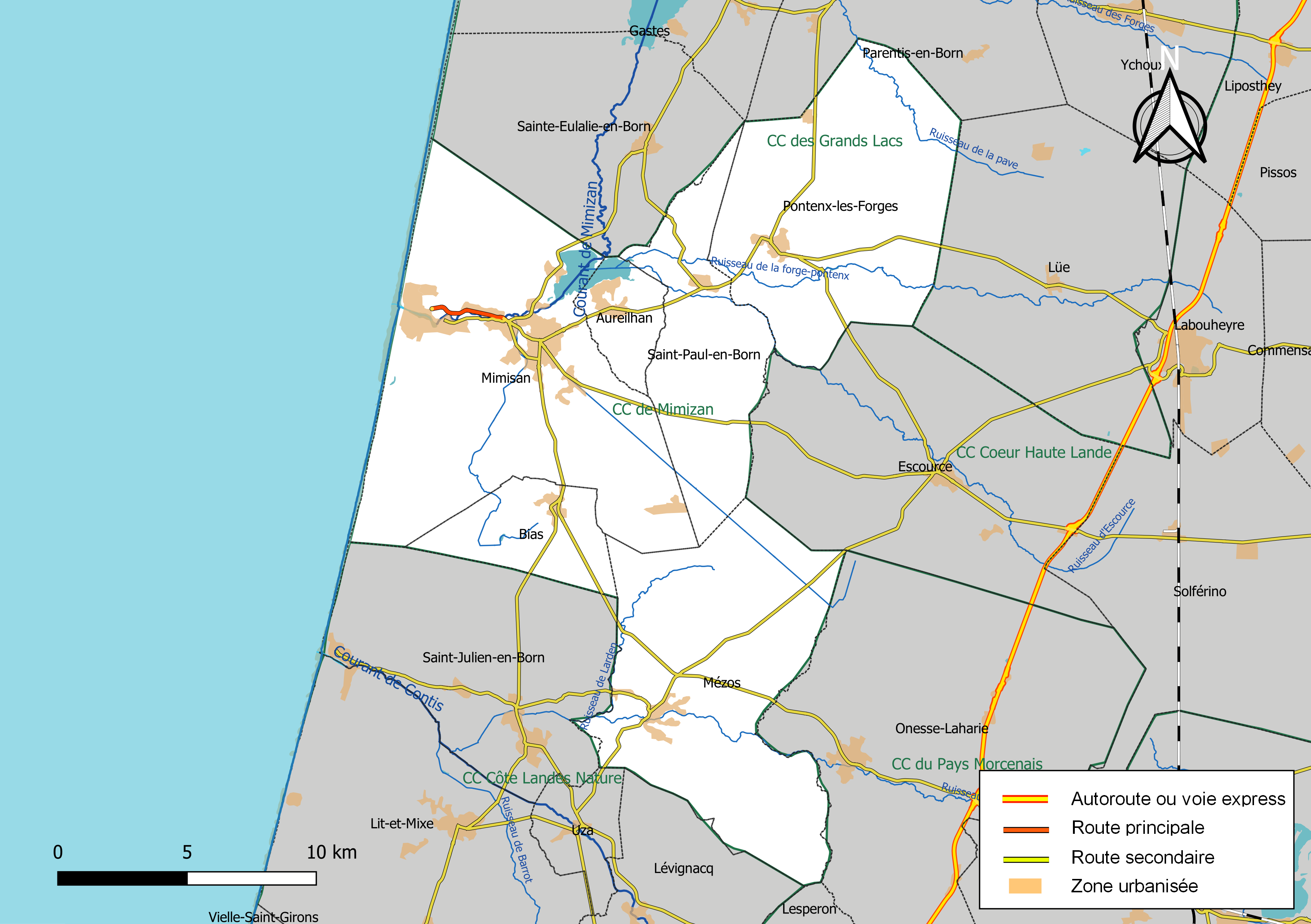
Carte de la communauté de communes de Mimizan au 1er janvier 2019.

### Composition

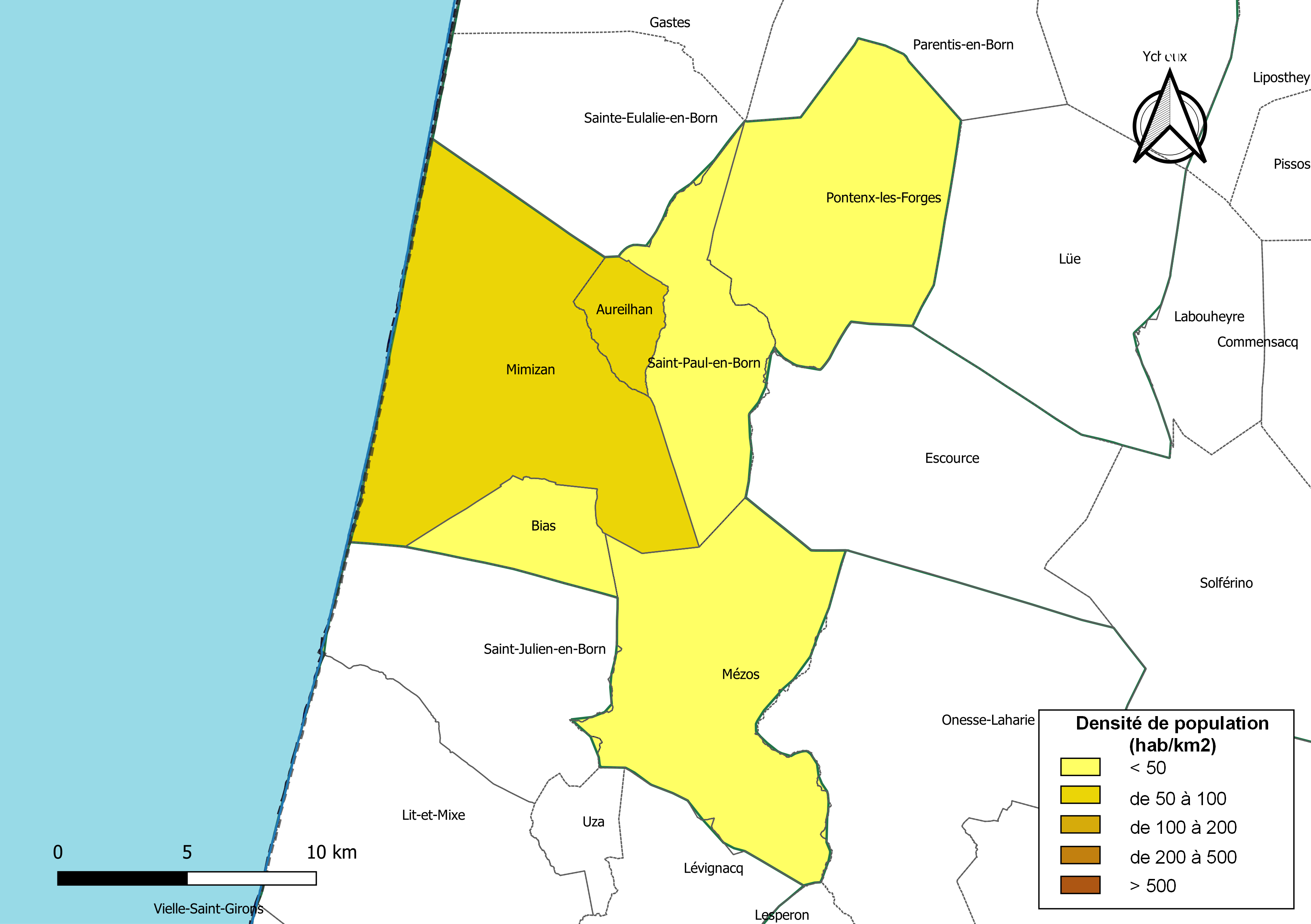
Carte des densités de population (millésimée 2016) des communes de la communauté de communes de Mimizan. Composition en communes au 1er janvier 2019.

La communauté de communes est composée des 6 communes suivantes :

| Nom                | Code Insee | Gentilé       | Superficie (km2) | Population (dernière pop. légale) | Densité (hab./km2) |
| ------------------ | ---------- | ------------- | ---------------- | --------------------------------- | ------------------ |
| Mimizan (siège)    | 40184      | Mimizannais   | 114,83           | 7 449 (2022)                      | 65                 |
| Aureilhan          | 40019      | Aureilhanais  | 11,51            | 1 117 (2022)                      | 97                 |
| Bias               | 40043      | Biassuts      | 20,95            | 787 (2022)                        | 38                 |
| Mézos              | 40182      | Mézossais     | 89,05            | 855 (2022)                        | 9,6                |
| Pontenx-les-Forges | 40229      | Pontenais     | 80,62            | 1 737 (2022)                      | 22                 |
| Saint-Paul-en-Born | 40278      | Saint-Paulais | 43,53            | 982 (2022)                        | 23                 |

### Démographie
| 1968  | 1975   | 1982   | 1990   | 1999   | 2010   | 2015   | 2021   |
| ----- | ------ | ------ | ------ | ------ | ------ | ------ | ------ |
| 9 890 | 10 952 | 10 770 | 10 363 | 10 523 | 11 918 | 12 005 | 12 710 |

## Administration
| Période          | Période       | Identité           | Étiquette | Qualité |
| ---------------- | ------------- | ------------------ | --------- | --- |
| 27 décembre 1999 | 18 avril 2008 | Jean Bourden       | PS        | Maire de Mimizan (1989-2008) |
| 18 avril 2008    | 16 avril 2014 | Christian Plantier | DVD       | Maire de Mimizan (2008-2020) |
| 16 avril 2014    | En cours      | Xavier Fortinon    | PS        | Conseiller municipal de Mimizan Conseiller général du canton de Mimizan (2004-2015) Conseiller départemental du canton de Côte d'Argent (depuis 2015) Président du Conseil départemental des Landes depuis avril 2017 |

## Compétences
Elle possède les deux compétences obligatoires que sont :
- Le développement économique
- L'aménagement du territoire

Mais également six compétences facultatives :
- Le logement et cadre de vie
- La formation et T.I.C.
- L'environnement
- La voirie
- La culture et le sport
- Le secours et la lutte contre l’incendie

## Historique des logos

Logo du district de Mimizan, ancêtre de la communauté. Les cinq aiguilles de pin représentent les cinq communes.
Premier logo de la communauté de communes de Mimizan à cinq aiguilles, malgré le retrait de Bias en 1999 (réintégrée en 2001).
Modernisation du logo.
Ajout d'une sixième aiguille à l'entrée de Mézos en 2013.
Logo actuel : six aiguilles de pin représentant les six communes de la communauté, sur la mer, la forêt et le sable.